# العلاقات الإريترية البلجيكية
العلاقات الإريترية البلجيكية هي العلاقات الثنائية التي تجمع بين إريتريا وبلجيكا.

## مقارنة بين البلدين
هذه مقارنة عامة ومرجعية للدولتين:
| وجه المقارنة                                              | إريتريا                                      | بلجيكا                                                                              |
| --------------------------------------------------------- | -------------------------------------------- | ----------------------------------------------------------------------------------- |
| المساحة (كم2)                                             | 117.60 ألف                                   | 30.53 ألف                                                                           |
| عدد السكان (نسمة)                                         | 6.33 مليون                                   | 11.37 مليون                                                                         |
| الكثافة السكانية (ن./كم²)                                 | 53.83                                        | 372.42                                                                              |
| العاصمة                                                   | أسمرة                                        | بروكسل                                                                              |
| اللغة الرسمية                                             | اللغة التغرينية، اللغة العربية، لغة إنجليزية | اللغة الهولندية، لغة فرنسية، اللغة الألمانية                                        |
| العملة                                                    | ناكفا                                        | يورو، فرنك بلجيكي                                                                   |
| الناتج المحلي الإجمالي (بليون دولار)                      | 2.61 مليار                                   | 492.68 مليار                                                                        |
| الناتج المحلي الإجمالي (تعادل القوة الشرائية) بليون دولار |                                              | 514.74 مليار                                                                        |
| الناتج المحلي الإجمالي الاسمي للفرد دولار أمريكي          |                                              | 40.32 ألف                                                                           |
| الناتج المحلي الإجمالي للفرد دولار أمريكي                 |                                              | 43.44 ألف                                                                           |
| مؤشر التنمية البشرية                                      | 0.391                                        | 0.890                                                                               |
| رمز المكالمات الدولي                                      | +291                                         | +32                                                                                 |
| رمز الإنترنت                                              | .er                                          | .be                                                                                 |
| المنطقة الزمنية                                           | ت ع م+03:00                                  | توقيت وسط أوروبا، ت ع م+01:00، ت ع م+02:00، توقيت وسط أوروبا الصيفي، أوروبا/بروكسل ‏ |

## منظمات دولية مشتركة
يشترك البلدان في عضوية مجموعة من المنظمات الدولية، منها:
| علم المنظمة | اسم المنظمة                        | تاريخ انضمام إريتريا | تاريخ انضمام بلجيكا |
| ----------- | ---------------------------------- | -------------------- | ------------------- |
|             | مؤسسة التمويل الدولية              | 11 أكتوبر 1995       | 27 ديسمبر 1956      |
|             | منظمة حظر الأسلحة الكيميائية       | ?                    | ?                   |
|             | البنك الإفريقي للتنمية             | ?                    | ?                   |
|             | يونسكو                             | 2 سبتمبر 1993        | 29 نوفمبر 1946      |
|             | الأمم المتحدة                      | 28 مايو 1993         | 27 ديسمبر 1945      |
|             | الاتحاد الدولي للاتصالات           | 6 أغسطس 1993         | 1866                |
|             | منظمة الشرطة الجنائية الدولية      | ?                    | ?                   |
|             | البنك الدولي للإنشاء والتعمير      | 6 يوليو 1994         | 27 ديسمبر 1945      |
|             | الاتحاد البريدي العالمي            | ?                    | ?                   |
|             | مؤسسة التنمية الدولية              | 6 يوليو 1994         | 2 يوليو 1964        |
|             | وكالة ضمان الاستثمار متعدد الأطراف | 10 سبتمبر 1996       | 18 سبتمبر 1992      |

## وصلات خارجية
- موقع وزارة الخارجية البلجيكية